# Kokkelvisserij
Kokkelvisserij is het vissen naar kokkels, een schelpdier dat onder andere in de Waddenzee leeft. De vissers worden ook wel kokkelaars genoemd. 
In Nederland is de mechanische kokkelvisserij verboden, alleen de handmatige visserij op kokkels wordt nog toegepast.

## Waddenzee
Doordat de overbemesting in het land afneemt, neemt ook de eutrofiëring van het water uit de Rijn, Schelde en IJssel af. Dit betekent dat de hoeveelheid voedsel voor onder andere de kokkels afneemt. Bij het vaststellen van de quota voor de kokkelvisserij wordt hiermee geen rekening gehouden. Het gevolg is dat om een quota te vissen, het oppervlak waarover gevist wordt, toeneemt.
Milieugroeperingen zoals de Waddenvereniging beweren dat vele soorten vogels zoals de scholekster en de eidereend sterven wegens voedselgebrek. Sommige vogels leggen het loodje in de Waddenzee anderen vinden niet genoeg voedsel waardoor ze ondervoed aan de vogeltrek beginnen.
Op 7 september 2004 oordeelde het Europees Hof van Justitie op verzoek van de Raad van State dat volgens de Europese Habitatrichtlijn kokkelvisserij in de Waddenzee alleen mag, als wetenschappelijk kan worden aangetoond dat er absoluut geen schade aan het natuurgebied optreedt. Inmiddels is de mechanische kokkelvisserij verboden.